# Jamal Boykin
Jamal Thomas Boykin (* 27. April 1987 in Los Angeles, Kalifornien) ist ein US-amerikanischer Basketballspieler. Nach dem Studium in seinem Heimatland begann Boykin eine professionelle Karriere, in der er neben Stationen in Japan und Neuseeland vornehmlich in Europa spielte. Nach einem Kurzzeitengagement in der Basketball-Bundesliga 2013/14 bei den s.Oliver Baskets spielte er in der Saison 2014/15 erneut in der deutschen Basketball-Bundesliga für den damaligen Aufsteiger BG Göttingen, bei dem anschließend auch sein zwei Jahre älterer Bruder Ruben Boykin. Jamal hingegen spielte in der Saison 2015/16 wieder in Japan für die Sendai 89ers.

## Karriere
Bei seinem Schulabschluss an der Fairfax High School in seiner Heimatstadt wurde Boykin 2005 als „Gatorade Player of the Year“ von Kalifornien ausgezeichnet. Anschließend bekam er einen Studienplatz an der Duke University in North Carolina an der Ostküste, wo er für die renommierte Hochschulmannschaft Blue Devils in der Atlantic Coast Conference (ACC) der NCAA spielte. In seinem ersten Jahr als Freshman wurde er nur sporadisch eingesetzt. Nach drei Spielen im zweiten Jahr wurde bei ihm Pfeiffer-Drüsenfieber diagnostiziert, so dass er die Spielzeit als „redshirted“ aussetzen musste. Diese Pause nutzte Boykin für einen Hochschulwechsel, so dass die nach dem Wechsel den Regularien folgende Sperre mit seiner Erkrankungspause zusammenfiel. Er kehrte an die Westküste zurück und setzte sein Studium an der University of California, Berkeley fort, wo er für die Hochschulmannschaft Golden Bears in der damaligen Pacific-10 Conference (Pac-10) der NCAA spielte. Nach einer Zweitrundenniederlage beim National Invitation Tournament 2008 schieden die Golden Bears ein Jahr später bereits in der ersten Runde beim landesweiten NCAA-Endrundenturnier gegen die Terrapins der University of Maryland, College Park aus. Ein weiteres Jahr später gewannen die Golden Bears gegen die Cardinal der University of Louisville zwar in der ersten Runde, schieden jedoch gegen die topgesetzten Blue Devils in der zweiten Runde aus, so dass Boykin sein letztes NCAA-Spiel ausgerechnet gegen seine ehemalige Collegemannschaft und den späteren Turniersieger absolvierte.
Sein erstes professionelles Engagement unterzeichnete Boykin 2010 beim türkischen Zweitliga-Aufsteiger aus Gaziantep. Die Mannschaft verpasste 2011 nur knapp den Durchmarsch in die höchste Spielklasse, den sie ein Jahr später erreichen sollte. In jener Saison spielte Boykin aber in der Republik Zypern für Omonia aus der Hauptstadt Nikosia. Die Mannschaft schied nach dem sechsten und drittletzten Platz der regulären Saison in der ersten Play-off-Runde um die Meisterschaft aus. Nach dem europäischen Saisonende spielte Boykin noch in der bj league für die Big Bulls aus Präfektur Iwate im Nordosten Japans, die jedoch die Play-offs verpassten. Für die Saison 2012/13 kehrte Boykin nach Europa zurück und spielte in der niederländischen FEB für die Gas Terra Flames aus Groningen. Nach einem dritten Platz in der regulären Saison verlor die Mannschaft die Play-off-Halbfinalserie gegen den späteren Titelgewinner ZZ Leiden, der in den Play-offs ungeschlagen blieb. Zu Beginn der Saison 2013/14 wurde Boykin von den s.Oliver Baskets aus Würzburg nach Verletzungsproblemen anderer Spieler befristet verpflichtet. Unter anderem wirtschaftliche Probleme nach Lizenzverstößen ließen eine Weiterverpflichtung Boykins  nicht mehr zu, so dass sein Vertrag nach nur drei Einsätzen in der Basketball-Bundesliga Ende Oktober 2013 endete. Boykin spielte zunächst in der Superliga der Ukraine für den Verein Mawpy aus Tscherkassy weiter, bevor er wie nahezu alle seine Landsleute das Land nach der gewaltsamen Eskalation im Anschluss an den „Euromaidan“ verließ.
Im Sommer 2014 spielte Boykin in der neuseeländischen Liga für den vormaligen Vizemeister Fico Finance Giants aus Nelson, der einen erneuten Finaleinzug gegen den neuen Titelgewinner Wellington Saints nur knapp verpasste. Boykin wurde unter die besten fünf Spieler der Saison in das „All-Star Five Team“ gewählt. Für die Basketball-Bundesliga 2014/15 kehrte Boykin nach Deutschland zurück, wo er vom Erstliga-Rückkehrer BG Göttingen verpflichtet wurde, bei dem er erneut mit seinem ehemaligen College-Mannschaftskameraden Harper Kamp zusammenspielte. Der Aufsteiger spielte trotz vergleichsweise geringem Budget stark auf und verpasste erst am letzten Spieltag den Einzug in die Play-offs um die Meisterschaft. Boykins Einsatzzeiten waren zum Saisonende hin zurückgegangen und er wechselte zur neuen Saison zurück in die bj league nach Japan, wo er für die 89ers aus Sendai aktiv wurde. Sein zwei älterer Bruder Ruben Boykin hingegen, der zuletzt in Japan aktiv war, wechselte stattdessen zur BG Göttingen nach Deutschland.